# Джеймс Гарґрівз
Джеймс Гарґрівз (англ. James Hargreaves; 13 грудня 1720, Освальдтвістле, Ланкашир, Англія — 22 квітня 1778, Ноттінгем) — англійський ткач, тесляр і винахідник. Був одним з трьох винахідників, що впровадили механізоване прядіння. 1764 року він розробив свою прядильну машину «Дженні». Відомий в першу чергу як винахідник так званої прядки «Дженні», використання якої дозволило значно збільшити кількість бавовняної пряжі, виробленої одним працівником, завдяки одночасному обертанню декількох ниток.

## Біографія
Майбутній винахідник народився в 1720 році в графстві Ланкашир, розташованому в Північно-Західній Англії. Разом зі своєю сім'єю він жив в невеликому містечку Блекберн, відомому тим, що в цій місцевості виготовляли лляні та бавовняні тканини. Виготовлення пряжі було джерелом доходу багатьох місцевих жителів і, в тому числі, самого Джеймса Гарґрівса. Відомо, що він не вмів читати і писати, цікавився теслярним ремеслом і механізмами. Більшу частину свого життя працював ткачем за ручним ткацьким верстатом, а також був одружений і був батьком тринадцяти дітей. У період з 1740 по 1750 роки він працював ткачем на ручному верстаті в місті Стендгілл. У 1760 році йому вдалося створити вдосконалену кардочесальну машину. Через кілька років, в 1765 році, Гарґрівс розробив і зібрав пристрій, завдяки якому його ім'я увійшло в світову історію — прядильну машину «Дженні». Спочатку, винахідник користувався цим пристроєм сам, але з часом продав кілька пристроїв своїм знайомим ткачам. В 1768 році Гарґрівс був змушений переїхати в Ноттінгем, оскільки незадовго до цього виробники ручних прядок, які бачили в ньому конкурента, здійснили озброєний напад на його будинок і знищили кілька примірників «Дженні». Крім того, його винахід спочатку вітався іншими прядильниками, поки не почалося падіння цін на пряжу. Але запатентував свій винахід Гарґрівс лише 12 липня 1770 року.
У Ноттінгемі Гарґрівз разом з компаньйоном по імені Томас Джеймс придбав невеликий млин і працював на ньому до кінця життя, проживаючи при цьому в приватному будинку по сусідству з ним. Паралельно він продовжував виготовляти пряжу для клієнтів на винайденій ним прядці. Гаргрівс категорично відмовлявся продати права на використання свого винаходу (хоча йому пропонувалися за це суми в розмірі від 700 до 4000 фунтів стерлінгів) і судився з людьми, які використовували його прядку на своїх мануфактурах. Він не досяг фінансового благополуччя і помер у відносній бідності. Його сім'я після його смерті отримала від Томаса Джеймса матеріальну допомогу в розмірі 400 фунтів стерлінгів. Коли в 1779 році Семюел Кромптон винайшов обертову мюль-машину, він заявив, що навчився прясти в 1769 році на «Дженні», яку побудував Гарґрівс. 
Помер винахідник в 1778 році, до останніх днів життя залишаючись діяльним і не відходячи від справ.

## Прялка «Дженні»

Модель прядки «Дженні» в музеї міста Вуперталь (Німеччина)

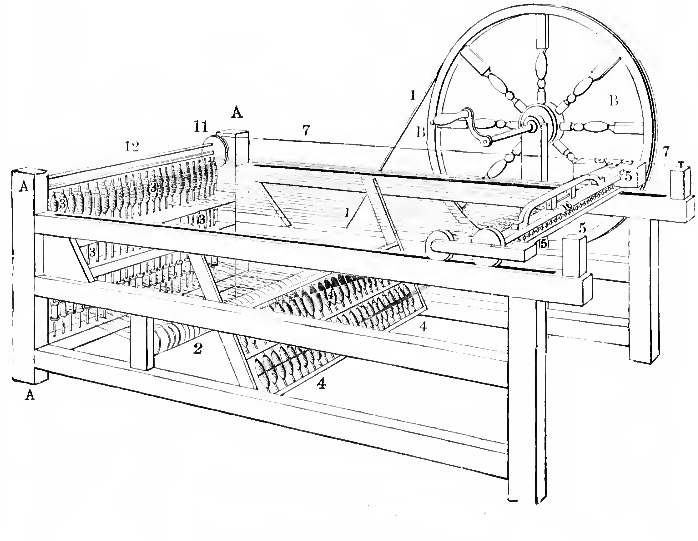
Покращена прядка «Дженні», яку використовували на текстильних фабриках

Кажуть, що ідея прядильної машини «Дженні» виникла, коли однониткова прядка перевернулася на підлозі, і Гарґрівс побачив, що колесо та шпиндель продовжують обертатися. Він зрозумів, якщо кілька веретен поставити вертикально і пліч-о-пліч, можна буде прясти відразу кілька ниток. Прядильна машина «Дженні» була обмежена виробництвом бавовняних уткових ниток і не могла виробляти пряжу достатньої якості для основи. Пізніше на прядильної машині Аркрайта була поставлена високоякісна основа.
Машина Гарґрівса була оснащена декількома веретенами, в основі кожного з яких був розташований блок з приводним шнуром. Всі шнури були перекинуті через барабан, що приводився в рух за допомогою колеса. Для управління апаратом було достатнього зусиль однієї людини, яка рукою крутила колесо. Цей пристрій значно збільшував продуктивність праці, замінюючи собою як мінімум п'ять прядильників. До того ж, він дозволяв одночасно створювати полотно з різних ниток — лляних, бавовняних і вовняних. Єдиним недоліком виробленої таким чином пряжі була її недостатня міцність. Для вирішення цієї проблеми доводилося додавати в пряжу лляну нитку.